# Bourg-de-Péage
 Bourg-de-Péage  es una población y comuna francesa, en la región de Auvernia-Ródano-Alpes, departamento de Drôme, en el distrito de Valence. Es el chef-lieu del cantón de Bourg-de-Péage.

## Demografía
| 7820 | 8614 | 8626 | 8413 | 9248 | 9752 | 10 034 |
| Para los censos de 1962 a 1999 la población legal corresponde a la población sin duplicidades (Fuente: INSEE [Consultar]) |      |      |      |      |      |        |